# Hæmolytisk-uræmisk syndrom
 For alternative betydninger, se Hus (flertydig).
Hæmolytisk-uræmisk syndrom (HUS) (ICD D59.3) eller Gasser-syndrom er defineret som en symptomatisk trio bestående af
- trombocytopeni (nedsat antal blodplader)
- akut nyresvigt
- mikroangiopatisk hæmolytisk anæmi (destruktion af røde blodlegemer i beskadigede små blodkar)

HUS blev beskrevet for første gang i 1955 af patologen C. Gasser et al. i tidsskriftet Schweizerischen medizinischen Wochenschrift.
aHUS står for Atypisk hæmolytisk uræmisk syndrom.

## Beskrivelse
Man skelner mellem et typisk (= "D+ HUS": med diarré) HUS og et atypisk (= "D- HUS": uden diarré) HUS. Begge typer rammer både børn, voksne og ældre, D+ HUS er hyppigere hos børn (under 5 år), D- HUS hyppigere hos voksne (overvejende kvinder der indtager kontraceptiva).
D+ HUS optræder for det meste i forbindelse med infektioner med Escherichia coli serotypen O157:H7 (VTEC) der bliver overført gennem fækalt kontamineret råt oksekød, råmælk eller grøntsager (sidstnævnte ved f.eks. gødning). Også omgang med drøvtyggere (kvæg, geder, får osv.) i f.eks. børne-zoo eller på bondegårde, uden efterfølgende at vaske hænder, kan være årsag til en infektion.
VTEC serotyper isoleret fra HUS patienter i 1997-99 (sorteret efter hyppighed):
- O157:H7
- O145:H-
- O103:H2
- O26:H11
- O137:H6

## Patofysiologi
O157:H7 hæfter sig fast på tarmens slimhinde ved hjælp af et protein kaldet Intimin. Her ødelægger det cellerne hvilket medfører blodig diarré. Samtidig producerer O157:H7 det såkaldte verocytotoksin-1 (Shigatoksin) der hæfter sig fast på monocytter og endotelceller i blodårene. Dette medfører produktion af cytokiner og der opstår en betændelsestilstand der hovedsageligt udspiller sig i nyrerne.
I nyrerne dannes mikroblodpropper der bl.a. indeholder trombocytter – således stiger forbruget af trombocytter – hvilket forklarer den efterfølgende trombocytopeni. Da arteriolerne og kapillarerne omkring nyrens glomerulus bliver forstoppet og herved ikke kan filtrere blodet ordentligt kommer det til akut nyresvigt. Mikroblodpropperne og kapillarskaderne medfører samtidig en mekanisk beskadigelse af erytrocytterne hvilket resulterer i hæmolyse.
Vigtigste symptom af D+ HUS er det akutte nyresvigt i forbindelse med en mave-tarm-infektion.

## Diagnostik
Laboratorieundersøgelser af blod og serum viser trombocytopeni, forhøjet kreatinin (uræmi) og en intravasal hæmolytisk anæmi med negativ Coombs-test og forekomst af schistocytter (fragmenterede erytrocytter). Da nyrerne er inddraget kommer det tit også til sekundært forhøjet blodtryk.

## Behandling
Der findes ikke nogen specifik behandling. Behandling med trombocytaggregationshæmmere (f.eks ASS) eller Heparin til forebyggelse af blodpropper er uden effekt. Muligvis kan intravenøs tilførsel af fresh frozen plasma (FFP, 15-20 ml/kg kropsvægt/dag) i kombination med dialyse være en lovende behandlingsoption.

## Prognose
Dødeligheden ligger i dag på ca. 20 %. Hos omkring 50 % af børn ramt af D+ HUS bliver nyrerne så skadet at de efterfølgende permanent skal i dialysebehandling. Komplikationerne efter HUS omfatter forhøjet blodtryk og kronisk nedsat nyrefunktion.